# Nicolas da Bélgica
Nicolas Casimir Maria da Bélgica (13 de dezembro de 2005) é o segundo filho do príncipe Lourenço e Princesa Claire da Bélgica. Atualmente, ele é 13.º na linha de sucessão ao trono belga.

## Início da vida
Príncipe Nicolas nasceu em Woluwe-Saint-Lambert. Ele tem uma irmã mais velha, a princesa Luísa (nascida em 2004), e um irmão gêmeo mais novo, o príncipe Américo da Bélgica. Príncipe Nicolas foi nomeado em homenagem a seu avô materno, o inglês Nicolas Coombs.
Em 29 de maio de 2014, ele e seu irmão Américo fez sua primeira comunhão em Sainte-Catherine Bonlez, um distrito de Chaumont-Gistoux, na província de Brabante Valão, com a família real no atendimento. 